# Slag bij Hadersdorf am Kamp
De Slag bij Hadersdorf am Kamp was een vroegtijdig afgebroken veldslag van de Boheemse Opstand, de eerste fase van de Dertigjarige Oorlog. Het was het laatste grote offensief van de Bohemers tegen het keizerlijke leger voordat het Boheemse leger eind 1620 definitief verslagen werd.

## Voorgeschiedenis
De slag vond plaats in het begin van het derde jaar van de Boheemse Opstand. Deze opstand was erop gericht de keizer van het Heilige Roomse Rijk af te zetten als koning van Bohemen en een nieuwe koning te kiezen. Vanaf februari 1620 waren de Boheemse en keizerlijke legers in een status quo beland, waarbij de keizerlijken gelegerd waren rondom de steden Krems en Langenlois en het Boheemse leger diverse plaatsen aan de Oostenrijks-Boheemse grens bezet hield. In mei begon er aan de Boheemse kant iets te veranderen. Eerst trok Mansfeld met zijn regiment naar Neder-Oostenrijk en op 15 mei versterkte Anhalt het Boheemse garnizoen in Eggenburg. Na de komst van nieuwe Hongaarse hulptroepen was het Boheemse leger gegroeid tot zo'n 25.000 man, ongeveer even groot als het keizerlijke leger.

## Verloop
In juni 1620 besloot Anhalt de aanval in te zetten. In de nacht van 9 juni verliet hij het legerkamp in Eggenburg om het keizerlijke leger bij Hadersdorf in een hinderlaag te lokken. Het leger weigerde hem echter te gehoorzamen als ze niet drie maanden soldij ontvingen. Door een combinatie van dreigementen en beloften wist Anhalt zijn leger alsnog in beweging te krijgen. Een groep Hongaren, die op verkenning was gestuurd, keerde 's ochtends weer terug met nieuws dat de vijand alert was en zich goed verschanst had. De Bohemers waren inmiddels ontdekt en in het legerkamp bij Hadersdorf werd alarm geslagen door een kanon af te vuren. Hierdoor was een verrassingsaanval niet meer mogelijk. Vervolgens streek Anhalt met zijn leger neer op een heuvel, die volgens een ooggetuige ‘ghelijck eenen silveren berch’ was. Hier stond het Boheemse leger ongeveer 4 uur in slagorde te wachten tot Buquoy het slagveld zou betreden. Dit gebeurde echter niet. Toen bleek dat de verschansingen vrijwel niet in te nemen waren en het geschut van het keizerlijke leger zo was opgesteld dat elke aanval in een massaslachting zou eindigen, besloot Anhalt de aanval af te blazen en zich terug te trekken naar Eggenburg.